# 雪莉·杰克逊
雪莉·杰克逊（英语：Shirley Jackson，又译雪莉·杰克森，1916年12月14日－1965年8月8日）美国女作家，主要以恐怖小说和神秘小说闻名。在她二十多年的写作生涯中，一共写有六部长篇小说，二部回忆录，一部短篇小说集。

## 生平

### 早年生活
1916年，杰克逊出生于加利福尼亚州的旧金山，带有英国血统。
她在旧金山郊区伯林盖姆市的一个富裕中产阶级家庭长大。她和母亲的关系很紧张，她的父母在很年轻的时候就结了婚，母亲对自己怀了杰克逊而烦恼。杰克逊无法融入孩子们当中，于是用很多时间专注于写作。
她曾在伯林盖姆市高级中学读书，并在学校的交响乐团担任过小提琴手。 在高三的时候，她们家一举迁到了纽约州的罗彻斯特。 她也转到了布莱顿高级中学，并在1934年得到了高中毕业证书。之后，父母以能监督她学习为由，把她送入了邻近的罗切斯特大学。 然而，杰克逊对这所大学的课程感到极不满意。最后，她转到了雪城大学。在那里，她的创造性和社交力得到了提升， 并遇到了她未来的丈夫海曼。
大学毕业后，杰克逊和海曼在1940年结婚，并曾旅居纽约和康涅狄格州的韦斯特波特市（Westport），最终定居在 佛蒙特州的北本宁顿市。海曼曾在本宁顿大学担任指导教师。 

### 逝世
《鬼入侵》出版后，杰克逊的健康状况急速恶化，遭受着全身疼痛、疲惫、眩晕的折磨。超重和重度吸烟，使她的心脏出现了问题。 在生命快要结束的时候，为缓解严重的焦虑，她拜访了一位心理医生。 医生给她开了当时被认为安全、无害的巴比妥类药物 ，以帮助缓解她的恐怖症。
1965年，杰克逊在北贝宁顿家中睡眠时死于心脏衰竭，年仅48岁。遵循遗愿，她最后被火化。

## 改编作品
她的作品《摸彩》历经三次电影化。最值得注意的是，1969年的一个电影短片被记入大英百科全书教育电影系列。 

## 奖项和荣誉
- 1949 – 欧·亨利奖，《摸彩》The Lottery
- 1960 – 美国国家图书奖提名，《鬼入侵》The Haunting of Hill House
- 1961 – 艾伦·坡最佳短篇小说奖 Louisa, Please Come Home

## 遗产
2007年，雪莉·杰克逊奖（Shirley Jackson Award）设立，表彰世界杰出的心理悬疑、恐怖和黑色幻想类小说。
从2015年开始，在杰克逊的第二故乡——北本宁顿，人们把6月27日定为雪莉·杰克逊日，以此纪念她在文学上的伟大成就。6月27日是她的短篇小说《摸彩》故事发生的那一天。

## 著作

### 小说
- 《上吊的人》(Hangsaman) 1951
- 《鬼入侵》（The Haunting of Hill House）1959
- 《我们一直住在城堡里》（We Have Always Lived in the Castle）1962

### 短篇小说
- 《樂透》（The Lottery）1948[19]
- 《邪恶的可能性》（The Possibility of Evil) 1965[20]

### 回忆录
- 《与野人同居》（Life Among the Savages）1953
- 《抚养恶魔》（Raising Demons）1957

## 相關影視作品
- 2020年：《雪莉（英语：Shirley (2020 film）》，雪莉·傑克森的傳記電影

## 延伸阅读
- . Film Fanatic. 2006  [2018-07-04]. （原始内容存档于2021-05-06）.
- Guran, Paula. . DarkEcho. 1997  [2018-07-04]. （原始内容存档于2017-10-11）.
- Guran, Paula. . DarkEcho. 1999  [2020-07-10]. （原始内容存档于2018-03-14）.
- Lethem, Jonathan. . salon.com. 1997  [2018-07-04]. （原始内容存档于2020-12-03）.
- Nørjordet, Håvard.  (PDF). 2005. （原始内容 (PDF)存档于2015-09-23）. A Thesis presented to the Department of Literature, Area Studies, and European Languages the University of Oslo in Partial Fulfilment of the Requirements for the Master of Arts degree Spring Term 2005
- Ward, Kyla. . Tabula Rasa. 1995  [2018-07-04]. （原始内容存档于2021-03-02）.